# Notre-Dame du Cap Espichel
Notre-Dame du Cap Espichel est un sanctuaire situé sur une falaise abrupte, à l'ouest de la ville de Sesimbra au Portugal. Le sanctuaire comprend une église qui est encore utilisée aujourd'hui.
En 1997, le site a été classé monument naturel.

## Histoire
Lieu de pèlerinage au Moyen Âge, il est fréquenté par un grand nombre de croyants dès le XIIIe siècle, alors sous le nom du sanctuaire Nossa Senhora da Pedra da Mua, en français Notre-Dame de la Pierre de la Mule. L'édifice avait été construit à partir d'une légende : un habitant de la région aurait vu la Vierge Marie sortir de la mer sur le dos d'une mule, en 1410,.
L'église baroque est construite entre 1701 et 1707. La Chapelle de la Mémoire se situe à l'emplacement où aurait eu lieu l'apparition de la Vierge. Elle est recouverte d'azulejos bleus et blancs qui décrivent la légende du Sanctuaire.